# Mistrzostwa Świata Mężczyzn w Curlingu 1976
Mistrzostwa Świata Mężczyzn w Curlingu 1976 zostały rozegrane w Memorial Auditorium, w Duluth, w Stanach Zjednoczonych, w dniach 22–28 marca. Rywalizowało ze sobą 10 reprezentacji.

## Reprezentacje
| Kraj              | Reprezentanci                                                    |
| ----------------- | ---------------------------------------------------------------- |
| Dania             | Ole Larsen, Jørn Blach, Freddy Bartelsen, Jørn Jørgensen         |
| Francja           | André Tronc, Gerard Pasquier, Richard Duvillard, Henri Woehrling |
| Kanada            | Jack MacDuff, Toby McDonald, Doug Hudson, Ken Templeton          |
| RFN               | Klaus Kanz, Manfred Schulze, Manfred Rösgen, Adalbert Mayer      |
| Norwegia          | Kristian Sørum, Eigil Ramsfjell, Gunnar Meland, Gunnar Sigstadsø |
| Stany Zjednoczone | Bruce Roberts, Joe Roberts, Gary Kleffman, Jerry Scott           |
| Szkocja           | Bill Muirhead, Derek Scott, Len Dudman, Roy Sinclair             |
| Szwajcaria        | Adolf Aerni, Martin Sägesser, Martin Plüss, Robert Stettler      |
| Szwecja           | Kjell Edfalk, Roger Svanberg, Bengt Cederwall, Mats Olofsson     |
| Włochy            | Giuseppe Dal Molin, Andrea Pavani, Enea Pavani, Leone Rezzadore  |

## Wyniki

### Klasyfikacja końcowa
| #  | Kraj              |
| -- | ----------------- |
| 1  | Stany Zjednoczone |
| 2  | Szkocja           |
| 3  | Szwajcaria        |
| 4  | Szwecja           |
| 5  | Włochy            |
| 6  | Norwegia          |
| 7  | Francja           |
| 8  | RFN               |
| 9  | Kanada            |
| 10 | Dania             |

### Finał
|                   | Wynik |         |
| ----------------- | ----- | ------- |
| Stany Zjednoczone | 6 - 5 | Szkocja |

### Półfinał
|                   | Wynik |            |
| ----------------- | ----- | ---------- |
| Stany Zjednoczone | 9 - 3 | Szwecja    |
| Szkocja           | 5 - 3 | Szwajcaria |

### Tie-Breaker
|         | Wynik |        |
| ------- | ----- | ------ |
| Szwecja | 8 - 4 | Włochy |

### Round Robin
| Sesja |                   | Wynik  |                   |
| ----- | ----------------- | ------ | ----------------- |
| 1     | Szwecja           | 9 - 3  | RFN               |
|       | Norwegia          | 3 - 5  | Kanada            |
|       | Stany Zjednoczone | 15 - 3 | Francja           |
|       | Włochy            | 2 - 8  | Szwajcaria        |
|       | Szkocja           | 7 - 5  | Dania             |
| 2     | Szwajcaria        | 9 - 8  | Dania             |
|       | Francja           | 1 - 7  | Włochy            |
|       | Szwecja           | 5 - 6  | Norwegia          |
|       | Stany Zjednoczone | 10 - 4 | Szkocja           |
|       | RFN               | 4 - 8  | Kanada            |
| 3     | Norwegia          | 5 - 4  | Włochy            |
|       | Szwecja           | 10 - 1 | Dania             |
|       | RFN               | 9 - 2  | Szkocja           |
|       | Kanada            | 5 - 10 | Francja           |
|       | Stany Zjednoczone | 12 - 5 | Szwajcaria        |
| 4     | Szwecja           | 8 - 5  | Kanada            |
|       | Norwegia          | 2 - 10 | Stany Zjednoczone |
|       | Francja           | 9 - 4  | Dania             |
|       | RFN               | 2 - 4  | Szwajcaria        |
|       | Włochy            | 4 - 5  | Szkocja           |
| 5     | RFN               | 2 - 12 | Francja           |
|       | Kanada            | 4 - 7  | Włochy            |
|       | Norwegia          | 5 - 10 | Szwajcaria        |
|       | Szwecja           | 5 - 7  | Szkocja           |
|       | Stany Zjednoczone | 12 - 3 | Dania             |
| 6     | Kanada            | 5 - 10 | Stany Zjednoczone |
|       | Szwajcaria        | 5 - 4  | Szkocja           |
|       | RFN               | 2 - 5  | Włochy            |
|       | Norwegia          | 9 - 6  | Dania             |
|       | Szwecja           | 7 - 8  | Francja           |
| 7     | Francja           | 3 - 5  | Szkocja           |
|       | Włochy            | 8 - 6  | Dania             |
|       | Szwecja           | 9 - 3  | Stany Zjednoczone |
|       | Kanada            | 2 - 7  | Szwajcaria        |
|       | RFN               | 5 - 3  | Norwegia          |
| 8     | Stany Zjednoczone | 8 - 3  | Włochy            |
|       | Norwegia          | 5 - 4  | Francja           |
|       | Kanada            | 2 - 6  | Szkocja           |
|       | RFN               | 8 - 5  | Dania             |
|       | Szwecja           | 6 - 3  | Szwajcaria        |
| 9     | Norwegia          | 4 - 6  | Szkocja           |
|       | RFN               | 3 - 11 | Stany Zjednoczone |
|       | Francja           | 7 - 9  | Szwajcaria        |
|       | Szwecja           | 9 - 6  | Włochy            |
|       | Kanada            | 8 - 10 | Dania             |